# Centistes sinapis
Centistes sinapis är en stekelart som beskrevs av Papp 1994. Centistes sinapis ingår i släktet Centistes och familjen bracksteklar. Inga underarter finns listade.